# Giuseppe Scolari
Giuseppe Scolari (Vicenza, ca. 1720 - Lisboa, 1774 aprox.) fou un compositor italià.

## Biografia
Es coneix molt poc de la seva vida. Se sap que va viatjar molt, va ser durant molts anys a Venècia i entre 1750 i 1753 va viure a Barcelona. Finalment el 1768 es va instal·lar definitivament a Lisboa.
El seu treball com a compositor va ser molt apreciat gràcies als seus drammi giocosi. Com Baldassare Galuppi, va posar música a una gran varietat de llibrets de Carlo Goldoni, que van tenir un èxit particular. Va ser el primer compositor del nord d'Itàlia a aprendre l'òpera d'estil napolità.

## Scolari a Barcelona
Estava casat amb la prima donna Barbara Narici, que figura en el repartiment de les òperes de Scolari representades al teatre de la Santa Creu de Barcelona durant el període que Giuseppe va viure a Barcelona com a compositor oficial de la companyia italiana.
Durant aquest període barceloní, Scolari escriu expressament per l'òpera de Barcelona. Alessandro nelle Indie, una de tantes versions fetes del text de Metastasio, fou un dels punts culminants de la seva carrera i l'espectacle més grandiós fins aleshores representat al teatre de la Santa Creu, en conjunció amb els desigs de magnificència i emulació de la cort del capità general, el marquès de la Mina. Una altra prova que fou un èxit, és que és una de les dues úniques òperes d'aquests anys que van tornar a ésser projectades més endavant. L'altra fou també de Scolari Didone abbandonata, òpera que va aconseguir un èxit sorollós la temporada 1752-1753.

## Òperes
- Pandolfo (commedia per musica, 1745, Venècia)
- La fata meravigliosa (dramma giocoso, 1745, Venècia)
- L'Olimpiade (dramma per musica, llibret de Pietro Metastasio, 1747, Venècia)
- Il vello d'oro (dramma per musica, llibret de G. Palazzi, 1749, Venècia)
- Il filosofo chimico poeta (dramma gicoso, llibret d'Antonio Palomba, 1750, Teatre de la Santa Creu, Barcelona)
- Alessandro nelle Indie (dramma per musica, llibret de Pietro Metastasio, 1750, Teatre de la Santa Creu, Barcelona)
- Il vecchio avaro (1751, Barcelona)
- Didone abbandonata (1752, Barcelona)
- Chi tutto abbraccia nulla stringe (dramma giocoso, llibret de Bartolomeo Vitturi, 1753, Venècia)
- Adriano in Siria (dramma per musica, llibret de Pietro Metastasio, Carnevale 1754, Venècia)
- L'avaro schernito (dramma giocoso, revisione di Chi tutto abbraccia nulla stringe, 1754, Lugo)
- La cascina (dramma per musica, llibret de Carlo Goldoni, 1756, Venècia)
- Cajo Fabrizio (dramma per musica, llibret de Apostolo Zeno, 1756, Florència)
- Statira (dramma per musica, llibret de Carlo Goldoni, 1756, Venècia)
- Il conte Caramella (llibret de Carlo Goldoni, 1756, Milà)
- L'Andromaca (dramma giocoso, llibret de G. M. Viganò, 1757, Lodi)
- Artaserse (dramma per musica, llibret de Pietro Metastasio, 1757, Pavia)
- Le nozze (llibret de Carlo Goldoni, 1757, Milà)
- Le donne vendicate (llibret de Carlo Goldoni, 1757, Milà)
- Rosbale (dramma giocoso, llibret de Francesco Silvani, 1757, Pàdua)
- La conversazione (llibret de Carlo Goldoni, 1758, Venècia)
- Il ciarlatano (dramma giocoso, 1759, Venècia)
- Il finto cavaliere (dramma giocoso, revisione della precedente, 1760, Mòdena)
- Lo staffiere finto nobile (operatta comica, 1760, Copenhagen)
- L'avaro burlato (dramma giocoso, revisione di Chi tutto abbraccia nulla stringe, 1762, Copenhagen)
- La buona figliuola maritata (dramma giocoso, llibret de Carlo Goldoni, 1762, Murano)
- Il viaggiatore ridicolo (dramma giocoso, in collaborazione con Antonio Maria Mazzoni, llibret de Carlo Goldoni, 1762, Milà)
- La famigalia in scompiglio (dramma giocoso, 1762, Parma)
- Tamerlano (dramma per musica, 1763, Milà)
- La costanza delle donne (dramma giocoso, 1764, Torí)
- Cajo Morto (dramma per musica, 1765, Milà)
- Il ciarlone (intermezzo, llibret d'Antonio Palomba, 1765, Milà)
- La schiava riconosciuta (dramma giocoso, in collaborazione con Niccolò Piccinni, 1765, Bolonya)
- La schiava riconosciuta (dramma giocoso, revisione della precedente, 1766, Venècia)
- La donna stravagante (dramma giocoso, 1766, Venècia)
- Antigono (dramma per musica, llibret de Pietro Metastasio, 1766, Nàpols)
- Il Bejglierbej di Caramania (dramma giocoso, llibret de G. Tonioli, 1771, Lisboa)
- Eponina (dramma per musica, llibret de G. F. Fattiboni, 1772, Cadis)
- Alle dame (burletta, 1774, Lisboa)